# Mật ong hoa rừng Cát Bà

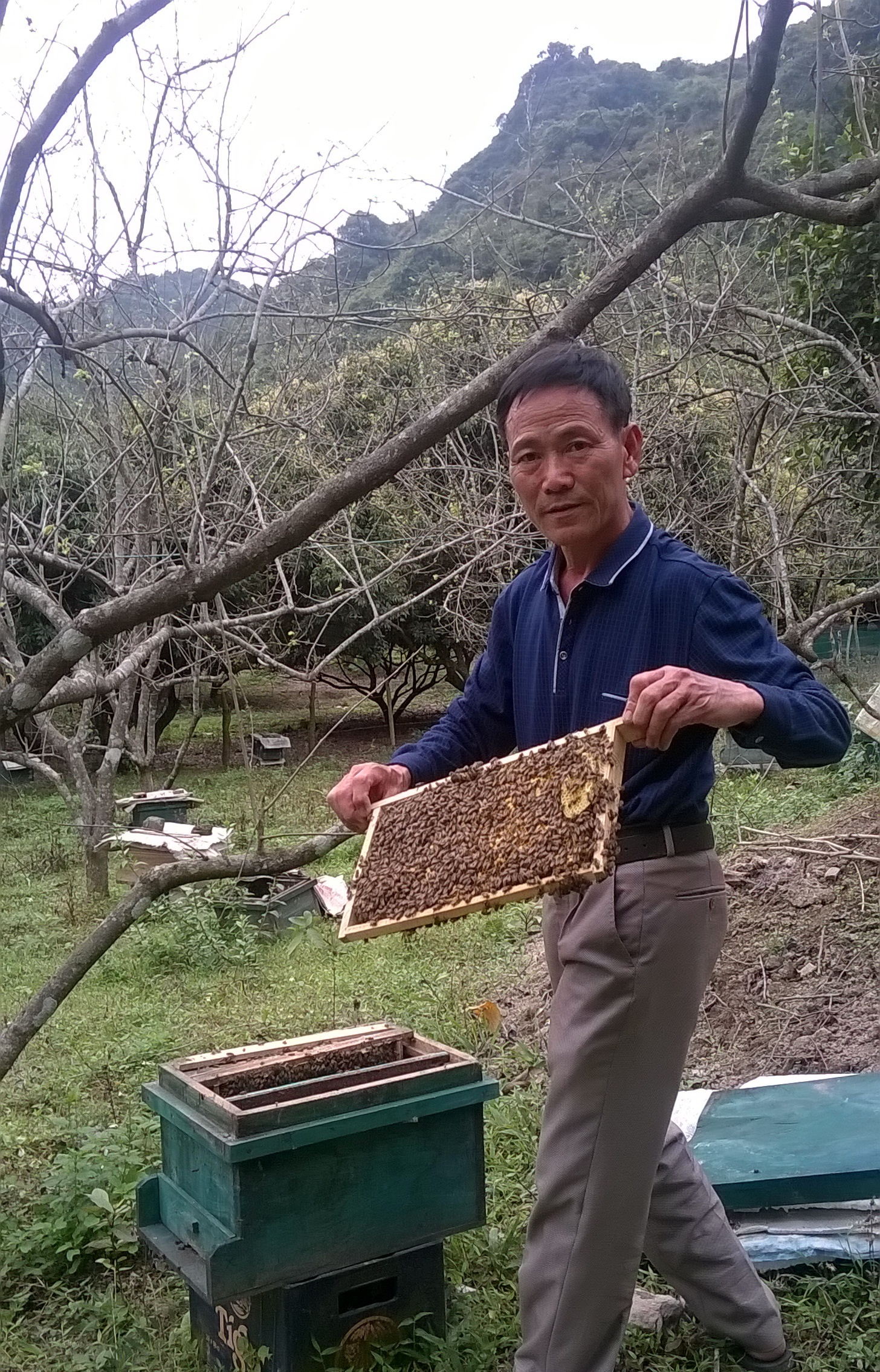
Một tổ ong nuôi tại Cát Bà

Mật ong Cát Bà là thương hiệu nổi tiếng của sản phẩm mật ong nội ở huyện đảo Cát Hải, thành phố Hải Phòng. Mật ong Cát Bà có màu vàng đậm, đặc sánh, vị thơm, có giá trị dinh dưỡng cao; được Bộ Khoa học và Công nghệ chứng nhận thương hiệu từ năm 2008, là sản phẩm đặc trưng của huyện đảo này được gắn nhãn hiệu chứng nhận Khu Dự trữ sinh quyển thế giới Quần đảo Cát Bà do Cục Sở hữu trí tuệ bảo hộ.
Nghề nuôi ong lấy mật ở Cát Hải được hình thành từ những năm 90 của thế kỷ trước và phát triển nhanh trong những năm gần đây. Giai đoạn 2005-2014 tốc độ tăng trưởng đàn đạt 19,85%/năm; phong trào nuôi ong không ngừng được mở rộng, cả về quy mô (từ 4-5 đàn/hộ lên trên 20 đàn/hộ) và phạm vi trên địa bàn toàn huyện đảo. Hiện nay, Cát Hải có 05 câu lạc bộ nuôi ong tại 6 xã với trên 300 hộ nuôi; quy mô nuôi từ hàng chục đến hàng trăm đàn ong/hộ. Các xã nuôi ong phổ biến là Xuân Đám, Gia Luận, Trân Châu, Việt Hải... Nuôi Ong lấy mật là nghề có mức đầu tư thấp, cho thu nhập khá, ổn định, lợi nhuận trên 1,5 triệu đồng/tổ. Phát triển chăn nuôi ong góp phần đa dạng sinh học, đa dạng đối tượng vật nuôi, giúp tăng tỷ lệ thụ phấn ở cây trồng...